# Splendrillia powelli
Splendrillia powelli é uma espécie de gastrópode do gênero Splendrillia, pertencente a família Drilliidae.